# Bat Shalom
Bat Shalom es una de las organizaciones de la Coalición de Mujeres por una Paz Justa. Es una organización no gubernamental feminista palestino-israelí, fusión de dos organizaciones anteriores: Bat Shalom de Israel, y la palestina Jerusalem Center for Women. Trabajan juntas a través de otro grupo, The Jerusalem Link. Su principal objetivo es resolver el conflicto palestino-israelí, siendo las mujeres israelíes y palestinas sus máximas prioridades. También han creado una lista de objetivos específicos que consideran esenciales para la resolución global del conflicto palestino-israelí.

## Historia
En 1989, destacadas activistas por la paz israelíes, entre las que se encontraba Hagar Rublev, y palestinas convocaron una reunión en Bruselas. La reunión inició un diálogo permanente que, en 1994, desembocó en la creación de The Jerusalem Link, formada por dos organizaciones de mujeres: Bat Shalom por la parte israelí y el Jerusalem Center for Women, por la parte palestina.